# Akwa Group
 (février 2015).
Si vous disposez d'ouvrages ou d'articles de référence ou si vous connaissez des sites web de qualité traitant du thème abordé ici, merci de compléter l'article en donnant les références utiles à sa vérifiabilité et en les liant à la section « Notes et références ».
Akwa Group est un conglomérat marocain privé, fondé et détenu par les familles Akhannouch et Wakrim, dont il tire son nom. Le groupe opère dans plusieurs secteurs clés de l’économie marocaine, notamment les hydrocarbures, la distribution, le tourisme, les médias, l’immobilier et les énergies renouvelables.
Il est notamment connu pour ses marques Afriquia dans les carburants, Afriquia Gaz dans le gaz, ainsi que pour la détention de titres de presse comme La Vie éco, sa participation dans Maghreb Oxygène et dans l’hôtel Fairmont Taghazout Bay. Akwa Group s’est également lancé dans le développement des énergies propres à travers Green of Africa, une coentreprise fondée en 2015 avec O Capital Group,.

## Historique

### Début
Le fondateur d’Afriquia, Ahmed Ouldhadj Akhannouch ouvre une échoppe à Casablanca en 1932, où il revend du pétrole au litre. Doué d’un sens inné des affaires, son commerce devient rapidement florissant.
En 1959, il se lance dans le domaine pétrolier en créant la société Afriquia SMDC avec l'aide de son cousin et riche homme d'affaires Ahmed Wakrim (Société Marocaine de Distribution de Carburants).
Elf Aquitaine signe en 1972 avec Ahmed Ouldhadj Akhannouch un contrat de partenariat portant sur le transfert technologique en matière de lubrifiants, une activité qui constitue aujourd’hui un secteur intégré du groupe. La société Maghreb Oxygène est créée en 1974.
Les années 1980 sont marquées pour le groupe Afriquia par un fort essor qui l’oblige, au début des années 1990, à engager une restructuration industrielle. Les outils de production sont modernisés et une nouvelle organisation voit le jour avec la naissance de Akwa Holding.  (Akhannouch & Wakrim)

### Années 2000
L’arrivée d’Aziz Akhannouch et aussi de Ali Wakrim à la tête du groupe en 1995 marque le début d’une véritable diversification.
En 1996, ils rachètent le groupe de presse Caractères.  Ce rachat se fait avec le soutien de Driss Basri.  Par ailleurs, des projets complémentaires aux métiers de base sont lancés, tels que les « Villages Afriquia » et les centres « Speedy ».
Deux sociétés du groupe sont introduites en Bourse en 1999 : Afriquia Gaz et Maghreb Oxygène. Par ailleurs, AKWA Group acquiert 11% du capital de Méditelecom.
En 2002, le siège de la raffinerie Samir à Mohamedia est frappé par un gigantesque incendie . Face au risque de pénurie en une matière aussi névralgique pour l’économie, les autorités  levèrent les barrières douanières qui protégeaient la production locale, permettant ainsi aux compagnies pétrolières d’importer directement des carburants.
En 2005, deux importantes fusions renforcent encore le poids de Afriquia. L'entreprise Afriquia SMDC rachète un de ses principaux concurrents, la Somepi de Mustapha Amhal. Afriquia Gaz rachète son concurrent Tissir Primagaz. Ces rachats propulsent AKWA Group au rang de leader national.
Les activités immobilières du groupe se structurent autour de projets phares dans les domaines de l’immobilier professionnel, touristique, de loisir et de l’immobilier d’habitation donnant ainsi naissance à AKWA immobilier en 2007.

### Années 2010
En 2018, les carburants Afriquia sont un des trois produits-phares devenus boucs émissaires de la cherté de la vie et au sujet desquels est lancé un appel au boycott.
En 2019, Afriquia, filiale d’Akwa Group, participe à hauteur d'un milliard de dirhams au fonds mis en place par le Roi Mohammed VI pour lutter contre la pandémie Covid-19. La presse révèle que Afriquia n'aurait fait un don effectif que de 400 Millions de Dirhams .
L'entreprise réplique que le montant restant aurait été versé par Afriquia SMDC, une entité non-cotée dont les comptes ne sont pas publics. Une information qui est difficile à vérifier.
En 2019, le groupe Akwa finance l'Institut Amadeus de Brahim Fassi-Fihri. Plusieurs cadres du groupe rejoignent son conseil d'administration . Peu avant de devenir Chef du Gouvernement, le groupe de Akhanouch se lance dans les centrales solaires privées, autour de Dakhla

### Années 2020
La Ministre du Tourisme Fatim-Zahra Ammor a précédemment occupé des postes de responsabilité au sein Akwa Group en tant que directrice marketing et membre du conseil exécutif de Akwa.
En 2022, le groupe Akwa envisage de se lancer dans le dessalement d'eau de mer

## Pôles d’activité

### Pôle Carburants et Lubrifiants
Métier premier d’AKWA Group, le pôle Carburants et Lubrifiants est au cœur de l’activité du groupe et de son organisation. La fusion d’Afriquia SMDC et de Somepi Carburants a donné naissance à un leader de la distribution de carburants.

### Pôle Gaz
Il couvre l’ensemble de la chaîne gazière, depuis la fabrication des bouteilles jusqu’à la distribution des GPL (Gaz de Pétrole Liquéfiés), en passant par l’emplissage. Le groupe est également actionnaire de Green of Africa.

### Pôle Fluides
À travers Maghreb Oxygène, le pôle Fluides produit et distribue une gamme variée de gaz industriels, médicaux, de laboratoire et alimentaires.

### Pôle Développement
Le groupe est présent, via ses filiales et ses prises de participations, dans les secteurs de la presse écrite, de la téléphonie mobile ou encore du tourisme.

### Pôle Immobilier
Opère sur trois segments de marché aux perspectives de croissance prometteuses. Il s’agit de l’immobilier de bureaux et de gestion locative, de l’immobilier touristique et de loisirs et enfin, de l’immobilier d’habitation.

## Liste des filiales
Liste non exhaustive ci-dessous

### Hydrocarbures
- Afriquia
- Afriquia Gaz
- Afriquia Lubrifiants
- Tissir Gaz
- Maghreb Oxygène

### Distribution
- Oasis Café
- Mini-Brahim

### Tourisme
- Société d’Aménagement et de Promotion de la Station Taghazout[12]
- Hôtel Fairmont Taghazout Bay[13]
- Hôtels Ibis Budget[14]

### Presse
- La Vie économique,
- Aujourd'hui le Maroc,
- Maisons du Maroc,
- Femmes du Maroc,
- Nissae Min Al Maghrib